# Yalı di Tophane Müşiri Zeki Pascià
Lo Yalı di Tophane Müşiri Zeki Pascià è uno yalı sulla riva europea del Bosforo, a Istanbul, in Turchia. 

## Ubicazione
Lo yali è situato all'estremità nord della mahalle di Rumelihisarı, nel distretto di Sarıyer, a Istanbul, immediatamente a sud del Ponte di Fatih Sultan Mehmet.

## Storia
Esso fu costruito all'inizio del XX secolo dall'architetto levantino di origine francese Alexandre Vallaury per Mustafa Zeki Pascià, Tophane Müşiri (un titolo militare degli artiglieri ottomani) e  comandante militare di Abdülhamid II.
Fu acquistato da Ömer Faruk Efendi, genero dell'ultimo sultano ottomano Mehmed VI. Successivamente è appartenuto alla famiglia Basar.
Il 28 ottobre 2019 è stato messo in vendita per 550 milioni di lire turche.